# 飯田健巳
飯田 健巳（いいだ たつみ、1985年7月22日 - ）は、神奈川県出身の元プロサッカー選手。既婚。ポジションはGK。

## 来歴
座間市立西中学校、向上高等学校、上武大学を経て2008年に、当時JFLであった栃木SCに入団。しかし、小針清允らライバル達の壁を崩せずに1年で退団。2009年に横浜FCに入団するが、大久保択生・岩丸史也・小山健二とGK陣が揃っておりベンチ入りすらままならず1年で退団。2010年に1年で栃木へ復帰するも、武田博行と柴崎邦博のポジション争いに敗れ出場機会は無かった。
2011年、カターレ富山へ移籍。第20節サガン鳥栖戦でJリーグ初出場を果たし勝利に貢献した。それ以降内藤圭佑に代わって正GKに定着していたが、シーズン終盤は負傷から復帰した鶴田達也にポジションを奪われた。2012年は第16節愛媛FC戦で左頬骨骨折と脳震盪により負傷。この代役として、京都サンガF.C.から守田達弥が期限付き移籍で加入。登録ウインドー適用の例外措置としての加入のため、飯田は6月15日付けで選手登録が抹消されたが、7月20日付けで再登録された。
その後も守田の控えという立場が続いたが、守田がアルビレックス新潟兵籍後はアビスパ福岡より水谷雄一が加入。序盤こそ水谷の後塵を拝したものの、チームの不調により出番を得ると17試合に出場した。しかし、夏場以降はレンタルでFC東京より期限付きで加入した廣永遼太郎にゴールマウスを譲る試合も多くレギュラーを勝ち取るまでには至らず、チームもJ3降格となってしまった。
降格後の2015年は、水谷が引退し新たに加わった江角浩司・永井堅梧とポジションを争い、江角(20試合)に次ぐ13試合に出場した。しかし、2016年は前年4試合出場の永井にポジションを奪われてしまった。
2017年は公式戦出場無しに終わり、10月24日に現役引退が発表された。
2018年、カターレ富山のアカデミーGKコーチに就任した。

## 所属クラブ
- 入谷レッド
- 座間市立西中学校
- 2001年 - 2003年 向上高等学校
- 2004年 - 2007年 上武大学
- 2008年 栃木SC
- 2009年 横浜FC
- 2010年 栃木SC
- 2011年 - 2017年 カターレ富山

## 個人成績
| 国内大会個人成績 | 国内大会個人成績 | 国内大会個人成績 | 国内大会個人成績 | 国内大会個人成績 | 国内大会個人成績 | 国内大会個人成績 | 国内大会個人成績 | 国内大会個人成績 | 国内大会個人成績 | 国内大会個人成績 | 国内大会個人成績 |
| 年度             | クラブ           | 背番号           | リーグ           | リーグ戦         | リーグ戦         | リーグ杯         | リーグ杯         | オープン杯       | オープン杯       | 期間通算         | 期間通算         |
| 年度             | クラブ           | 背番号           | リーグ           | 出場             | 得点             | 出場             | 得点             | 出場             | 得点             | 出場             | 得点             |
| 日本             | 日本             | 日本             | 日本             | リーグ戦         | リーグ戦         | リーグ杯         | リーグ杯         | 天皇杯           | 天皇杯           | 期間通算         | 期間通算         |
| ---------------- | ---------------- | ---------------- | ---------------- | ---------------- | ---------------- | ---------------- | ---------------- | ---------------- | ---------------- | ---------------- | ---------------- |
| 2008             | 栃木             | 22               | JFL              | 0                | 0                | -                | -                | 0                | 0                | 0                | 0                |
| 2009             | 横浜FC           | 31               | J2               | 0                | 0                | -                | -                | 0                | 0                | 0                | 0                |
| 2010             | 栃木             | 22               | J2               | 0                | 0                | -                | -                | 0                | 0                | 0                | 0                |
| 2011             | 富山             | 21               | J2               | 17               | 0                | -                | -                | 1                | 0                | 18               | 0                |
| 2012             | 富山             | 1                | J2               | 8                | 0                | -                | -                | 0                | 0                | 8                | 0                |
| 2013             | 富山             | 1                | J2               | 3                | 0                | -                | -                | 0                | 0                | 3                | 0                |
| 2014             | 富山             | 1                | J2               | 17               | 0                | -                | -                | 2                | 0                | 19               | 0                |
| 2015             | 富山             | 1                | J3               | 13               | 0                | -                | -                | -                | -                | 13               | 0                |
| 2016             | 富山             | 1                | J3               | 4                | 0                | -                | -                | 0                | 0                | 4                | 0                |
| 2017             | 富山             | 1                | J3               | 0                | 0                | -                | -                | 0                | 0                | 0                | 0                |
| 通算             | 日本             | 日本             | J2               | 45               | 0                | -                | -                | 3                | 0                | 48               | 0                |
| 通算             | 日本             | 日本             | J3               | 17               | 0                | -                | -                | 0                | 0                | 17               | 0                |
| 通算             | 日本             | 日本             | JFL              | 0                | 0                | -                | -                | 0                | 0                | 0                | 0                |
| 総通算           | 総通算           | 総通算           | 総通算           | 62               | 0                | -                | -                | 3                | 0                | 65               | 0                |

- Jリーグ初出場 - 2011年7月11日 J2 第20節 対サガン鳥栖戦 (ベストアメニティスタジアム)